# Sombrero Poke

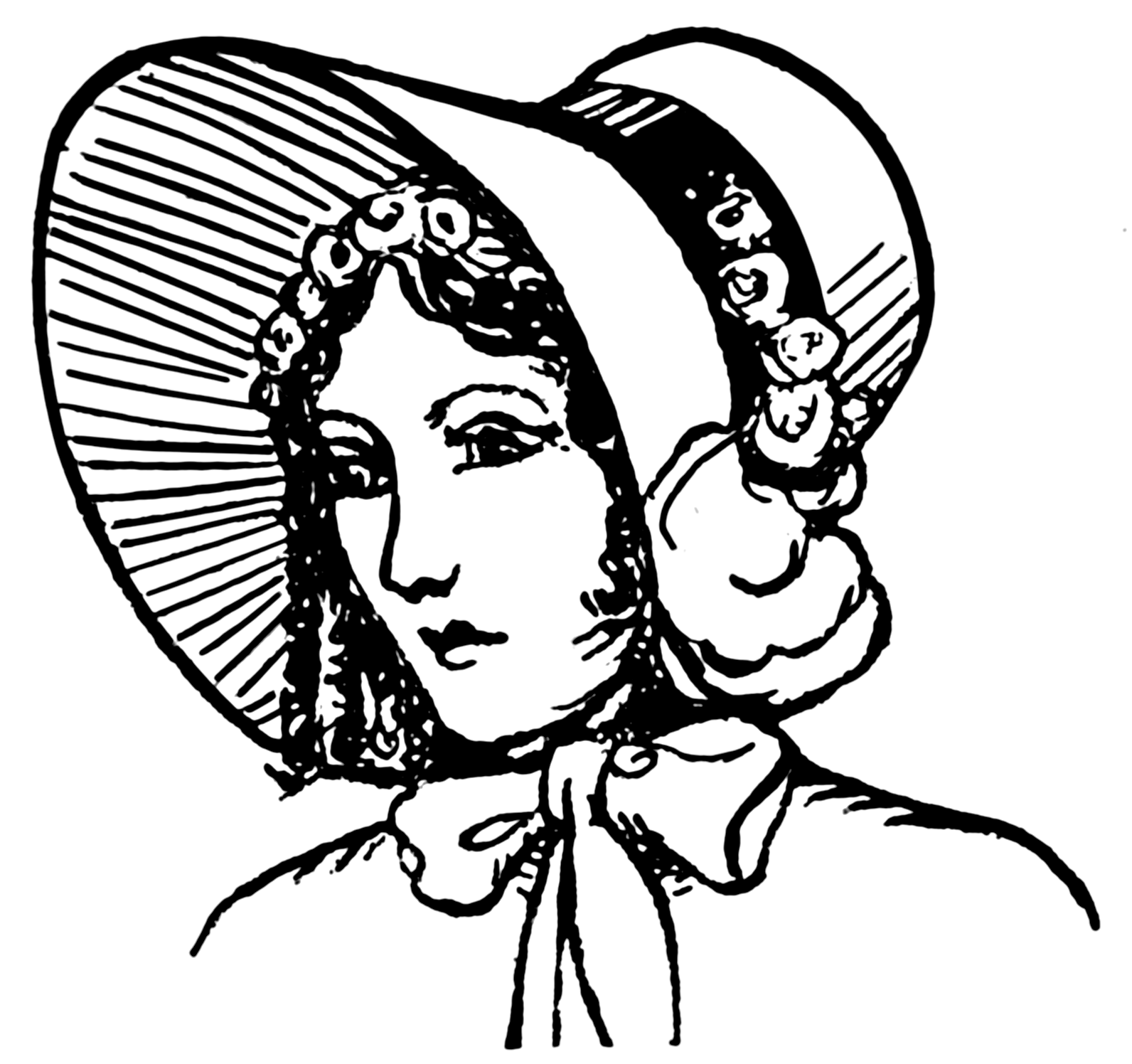
Sombrero poke.

Un sombrero poke es un sombrero de mujer en forma de una campana, con una visera o reborde saliente en su parte delantera, que hace sombra a la cara de la persona.
El sombrero poke se puso de moda a comienzos del siglo XIX. Es llamado sombrero poke debido a que todo el cabello puede ser empujado (en inglés: poked) dentro de él.
Es mencionado en la canción "In Your Little Poke Bonnet and Shawl"  contemporánea con la Primera Guerra Mundial.
En la década de 1830, las mujeres británicas adoptaron el sombrero poke, que hacía que hasta la mujer más glamorosa luciera antigua. Los nuevos estilos de vestimentas hicieron que la aristocracia fuera menos distinguible de las clases medias de lo que lo habían sido, como la imagen de la reina Victoria.